# Pseudomelatoma torosa
Pseudomelatoma torosa é uma espécie de gastrópode do gênero Pseudomelatoma, pertencente a família Pseudomelatomidae.